# Gewone korsetzweefvlieg
De gewone korsetzweefvlieg (Neoascia podagrica) is een vliegensoort uit de familie van de zweefvliegen (Syrphidae). De wetenschappelijke naam van de soort is voor het eerst geldig gepubliceerd in 1775 door Fabricius.